# Howell Cobb
Howell Cobb (Jefferson County (Georgia), 7 september 1815 - New York, 9 oktober 1868) was een Amerikaanse minister van Financiën, lid van het Amerikaanse congres, voorzitter van huis van afgevaardigden en gouverneur van Georgia. Tijdens de Amerikaanse Burgeroorlog was hij voorzitter van het Voorlopig Congres van de Geconfedereerde Staten van Amerika en generaal-majoor in het Confederate States Army.

## Vroege jaren
Cobb werd geboren op 7 september 1815 in Jefferson County (Georgia). Hij was de zoon van John A. Cobb en Sarah (Rootes) Cobb. Hij groeide op in Athens, Georgia en studeerde rechten aan de University of Georgia. In 1836 werd Cobb toegelaten tot de balie. Hij werd benoemd tot openbaar aanklager voor zijn thuisstaat. Cobb was een kiesman voor de presidentsverkiezingen in 1836.
Op 26 mei 1835 huwde hij met Mary Anne Lamar. Ze was de dochter van kolonel Zachariah Lamar van Milledgeville, die een uitgebreid netwerk in de Zuidelijke staten had. Samen zouden tussen 1838 en 1861 elf kinderen krijgen. Verschillende van hun kinderen stierven al in hun kindertijd.

## Politieke loopbaan

### Lid van het Amerikaans congres

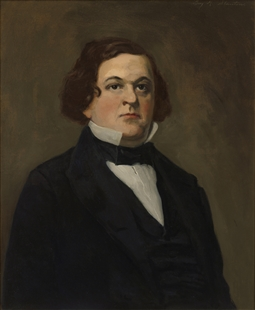
Howell Cobb geschilderd door Lucy May Stanton, 1912, Collection of the U.S. House of Representatives

Cobb werd in 1842 verkozen in het Huis van Afgevaardigden voor de Democratische Partij. Hij steunde president Andrew Jackson tijdens de nullificatie crisis, een conflict over importtarieven tussen de federale overheid en enkele staten. En hij was een sterk voorstander van de aanpak van president James Polk tijdens de Mexicaans-Amerikaanse Oorlog. Cobb was een voorvechter om de slavernij uit te breiden naar de nieuwe territoria van de Amerikaanse kolonisatie. Toen het Compromis van 1850 gestemd werd, verdedigde hij dit met verve. Samen met Alexander Stephens en Robert Toombs doorkruiste hij zijn thuisstaat Georgia om deze compromis te verdedigen. Dit resulteerde in de goedkeuring van het compromis in het parlement van Georgia.

### Voorzitter van het huis van afgevaardigden
Na 63 stemrondes  werd Cobb op 22 december 1849 verkozen tot voorzitter van het huis van afgevaardigden. Hij was 34 jaar oud.

### Gouverneur van Georgia
Dankzij zijn campagne om het compromis van 1850 te steunen, werd Cobb in 1851 verkozen tot gouverneur van Georgia. Hij oefende deze functie uit tot in november 1853. 

### Terugkeer naar het congres en minister van Financiën

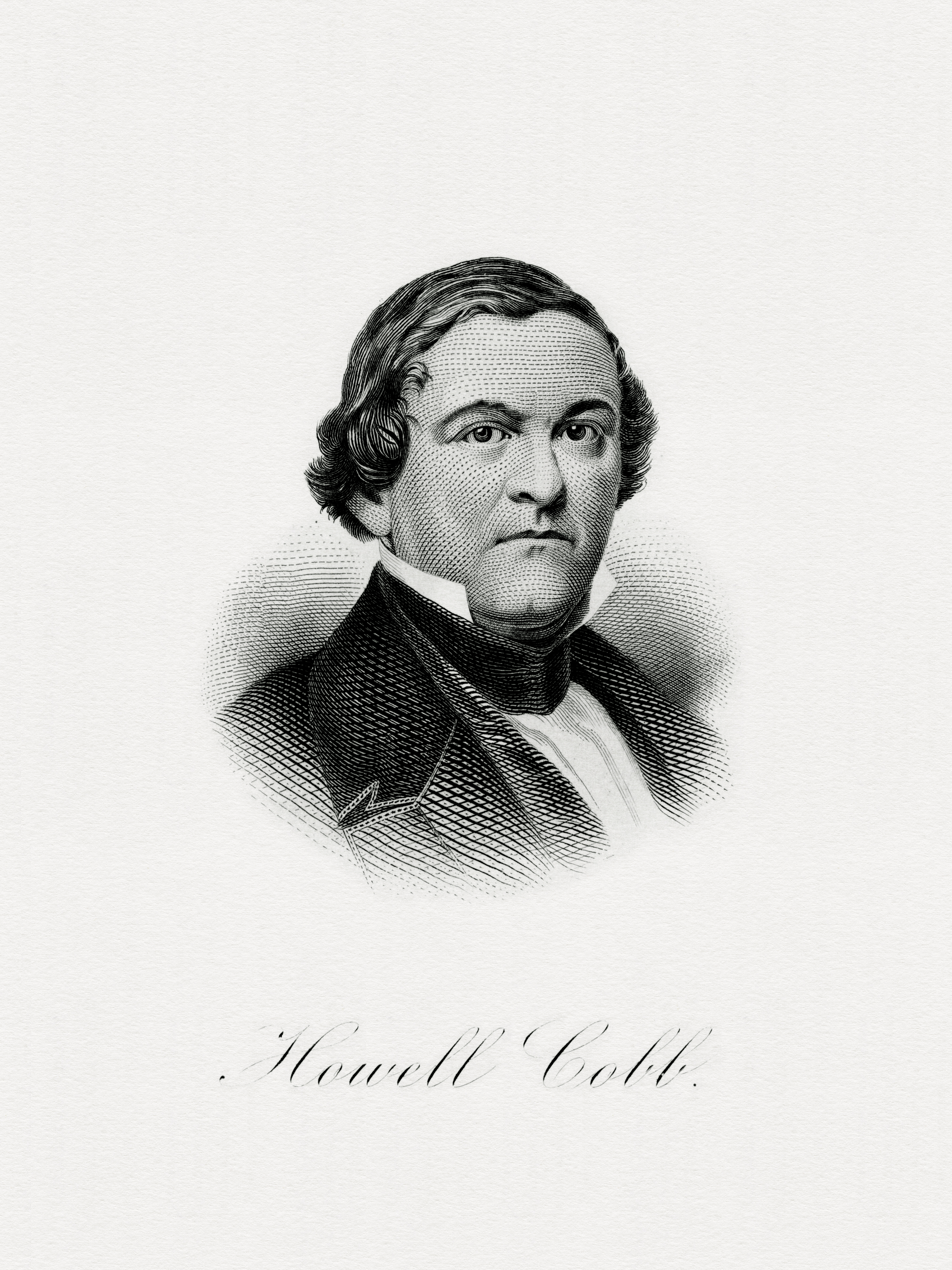
Portret van Cobb als minister van Financiën

Cobb werd opnieuw verkozen in het Amerikaanse congres. Bij de presidentsverkiezingen van 1856 steunde hij zijn oude vriend James Buchanan. Als dank voor zijn steun werd Cobb minister van Financiën van 1857 tot 1860.

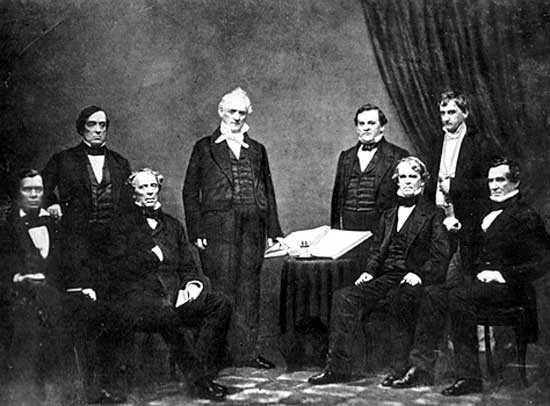
President James Buchanan en zijn kabinet in 1859. Foto genomen door Mathew Brady

### Medestichter van de geconfedereerde Staten van Amerika
In 1860 ging zijn steun bij de presidentsverkiezingen naar zittend vicepresident John C. Breckinridge. Toen Abraham Lincoln de verkiezingen won, werd Cobb een leider van de secessie.  Hij werd op 4 februari 1861 verkozen tot president van de conventie van de afgescheiden staten die in Montgomery, Alabama samen kwamen. De afgevaardigden stelden een nieuwe grondwet op voor de toekomstige Geconfedereerde Staten van Amerika. Hij was voorzitter van het Voorlopig Congres van de Geconfedereerde Staten van Amerika en nam de eed af van president Jefferson Davis. Net voor het uitbreken van de oorlog nam hij dienst in het Zuidelijke leger. 

## Amerikaanse burgeroorlog

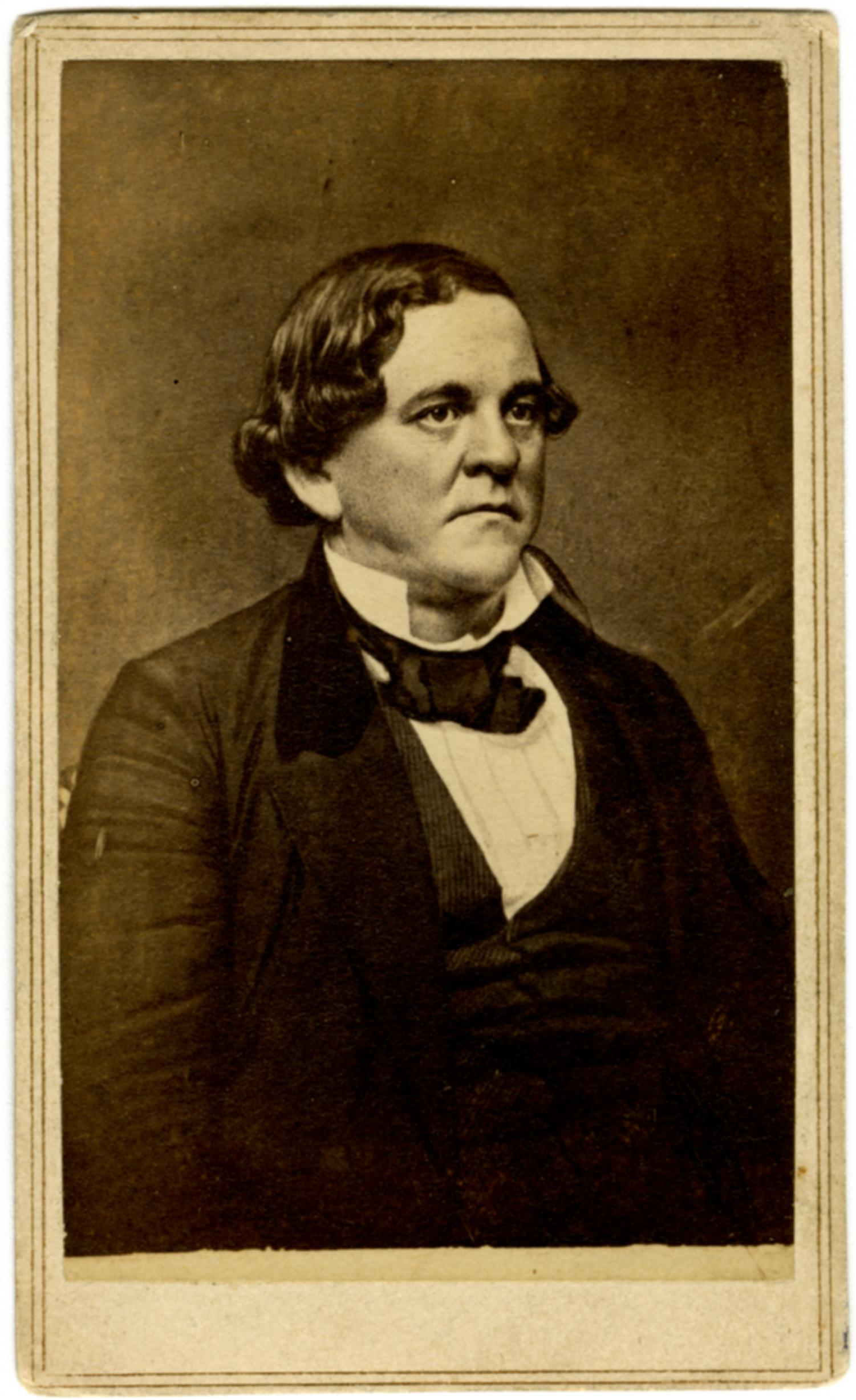
Generaal-majoor Howell Cobb

Cobb nam dienst in het Confederate States Army en kreeg een commissie als kolonel in het 16th Georgia Infantry. Op 13 februari 1862 werd hij bevorderd tot brigadegeneraal in wat later het Army of Northern Virginia zou worden. Tussen februari en juni 1862 nam hij deel aan onderhandelingen met Noordelijke afgevaardigden om een gevangenenruil te organiseren. Dit resulteerde in het Dix-Hill Cartel akkoord in juli 1862. Hierbij werden alle regels vastgelegd om gevangen genomen officieren en soldaten te ruilen. 
Cobb nam ook deel aan de gevechten, voornamelijk tijdens de Schiereilandveldtocht en de Zevendagenslag. Zijn brigade speelde een sleutelrol tijdens de Slag bij South Mountain toen het net op tijd de Noordelijke opmars kon vertragen bij Crampton’s Gap. Ook nam zijn brigade deel aan de Slag bij Antietam.
In oktober 1862 werd hij gedetacheerd naar het District of Middle Florida. Hij werd bevorderd tot generaal-majoor op 9 september 1863 toen hij bevelhebber werd van het District of Georgia and Florida. Hij lag aan de basis van de gevangenis van Andersonville.
Tijdens de Atlantaveldtocht en Shermans Mars naar de Zee in 1864 commandeerde Cobb het reservekorps van zijn thuisstaat Georgia. Zijn plantage werd volledig verwoest tijdens de opmars van Sherman naar de zee. In de lente van 1865 werden hij en zijn manschappen naar Columbus in Georgia gestuurd om te helpen tegen Wilsons Raid. Op 16 april 1865 voerde hij zijn troepen aan tijdens de Slag bij Columbus. 
Tijdens de laatste weken van de oorlog verzette Cobb zich zonder veel succes tegen het voorstel van generaal Robert E. Lee om slaven te rekruteren in het Zuidelijke leger. Volgens hem zou dit de fundamenten van de Zuidelijke staten volledig ondergraven en bewijzen dat het concept slavernij verkeerd was. Cobb gaf zich over op 20 april 1865 in Macon, Georgia.

## Latere jaren

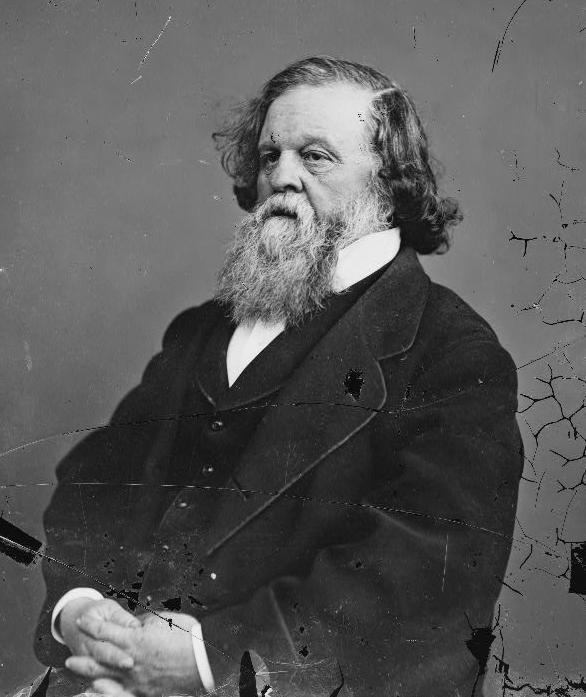
Cobb na de Amerikaanse burgeroorlog

Cobb werd gearresteerd wegens zijn rol in de secessie, maar werd al spoedig weer vrijgelaten. Daarna hernam hij zijn advocatenpraktijk. Ondanks de druk van zijn voormalig kiespubliek en soldaten weigerde hij publieke commentaar te geven over het beleid omtrent de reconstructie tot hij in aanmerking zou komen  voor amnestie. Toen hij begin 1868 amnestie kreeg, werd hij ook in het openbaar een sterke tegenstander van de wetgeving omtrent de reconstructie. In de herfst van 1868 kreeg Cobb een hartaanval tijdens een vakantie in New York. Zijn stoffelijk overschot werd overgebracht naar Athens in Georgia. Zijn lichaam werd begraven in het Oconee Hill Cemetery.
- Gemeinsame Normdatei: 1157880770
- International Standard Name Identifier: 0000 0000 7395 0876
- Library of Congress Control Number: nr90013668
- National Archives and Records Administration: 10575763
- Nationale Bibliotheek van Israël: 987007361758505171
- Nederlandse Thesaurus van Auteursnamen: 070404593
- SNAC: w6mb1024
- Biographical Directory of the United States Congress: C000548
- Virtual International Authority File: 56459642
- WorldCat: E39PBJwd9TmkW3JCqm6JqJRHYP